# Der Texaner
Der Texaner (Originaltitel: The Outlaw Josey Wales) ist eine Verfilmung des Romans Gone to Texas von Forrest Carter. Der Spätwestern aus dem Jahr 1976 mit einer Antikriegsbotschaft ist die fünfte Regiearbeit von Clint Eastwood, der auch die Hauptrolle übernahm.

## Handlung
Der Film erzählt die Geschichte des Farmers Josey Wales, dessen Familie während des Amerikanischen Bürgerkriegs von irregulären Soldaten der Nordstaaten, den sogenannten Jayhawkers, überfallen und ermordet wird. Um sich zu rächen, schließt sich Wales einer Gruppe von Südstaaten-Guerilleros, sogenannten Bushwhackers, an.
Als der Bürgerkrieg zu Ende ist, sollen alle Bushwhackers amnestiert werden. Wales ist jedoch immer noch zutiefst von Rachegefühlen getrieben und traut seinen Feinden, den Nordstaatlern, die im Bürgerkrieg über die Südstaatler gesiegt haben, nicht. Wie sich herausstellt, zu Recht: Bei der freiwilligen Entwaffnung seiner Kampfgenossen, der Guerillakämpfer, werden diese von den Unionssoldaten hinterrücks niedergeschossen. Josey Wales kann noch in alter Western-Manier einige Soldaten erschießen und dann flüchten. Mit dem einzigen Überlebenden dieser Aktion, einem jungen Burschen, entkommt er den Verfolgern in Richtung Texas.
Der Weg nach Texas birgt viele Überraschungen. Sein Begleiter stirbt auf der Flucht, dann schließt sich ihm in dem Indianerreservat, in das er geflohen ist, der alte Indianerhäuptling Lone Watie an. Die junge Little Moonlight, die er vor einer Vergewaltigung bewahrt, begleitet ihn ebenfalls. So schlägt sich das Trio durch mehrere Abenteuer in Richtung Texas. Als es ihnen noch gelingt, eine Familie vor einem Überfall von Comancheros zu retten, eskortieren sie diese bis zu ihrer Ranch und lassen sich dort mit ihnen nieder. Es kommt zu einem Zwischenfall zwischen den Siedlern und den Comanchen dieses Gebietes. In seiner gewohnten Art als einsamer Kämpfer macht sich Josey Wales alleine auf, um sich den Comanchen zu stellen, damit der Familie das Überleben ermöglicht wird. Das mutige, aber diplomatische Auftreten von Wales überzeugt den Häuptling Ten Bears, friedlich mit den Ranchern zusammenzuleben, da diese sie achten und genug Land für alle vorhanden ist. Dies wird von den Ranchern und den Bewohnern der nahe liegenden Ortschaft ausgiebig gefeiert. Wales und die junge Tochter der Familie verlieben sich ineinander und verbringen die Nacht zusammen.
Am nächsten Morgen, als Josey Wales, innerlich getrieben, weiterziehen will, kommt es zum Showdown nahe der Ranch. Die Jayhawkers, welche sich an Josey Wales’ Fersen geheftet haben, werden von ihm und seinen Gefährten in einem blutigen Gefecht vernichtend besiegt. Der überlebende Anführer der Jayhawkers, der beteiligt war an der Ermordung der Familie von Wales, wird kurz darauf von Wales, der darüber Bescheid weiß, auf der Flucht im Zweikampf in Notwehr getötet, was bei ihm zu einer Katharsis führt.
Als Josey Wales dort später auf zwei US-Marshals trifft, wird er von den Bürgern des kleinen Ortes gedeckt. Sie erzählen in seinem unerkannten Beisein, Josey Wales sei schon vor längerer Zeit getötet worden. Die Marshals akzeptieren die Geschichte und ziehen ab. Auch Fletcher, der letzte Überlebende seiner Verfolger, ein ehemaliger Südstaaten-Guerillero in Wales’ Einheit, der unwissentlich seine Kampfgenossen an diese verriet und Josey erkennt, deckt ihn und lässt Josey Wales ziehen, nachdem Wales sein Angebot um Vergebung wegen des Ereignisses und sein Angebot, den Krieg so hinter sich zu bringen, angenommen hat – beide sind des Krieges müde. Josey Wales hat endlich seinen Frieden in Freiheit und eine neue Zukunftsperspektive gefunden.

## Trivia
Philip Kaufman wurde während der Dreharbeiten durch Clint Eastwood als Regisseur ersetzt. Seitdem gibt es eine Regel der Directors Guild of America, die es jedem Crewmitglied verbietet, die Regie eines Films zu übernehmen. Diese Regel ist seitdem  als Eastwood Rule bekannt.
Ein Lied der US-amerikanischen Sängerin Zella Day trägt den Titel The Outlaw Josey Wales nach dem Protagonisten des Filmes.
Der nordirische Snookerprofi Joe Swail trägt, da sein Name dem des Protagonisten des Films ähnelt, den Spitznamen "The Outlaw".

## Kritik
- Lexikon des internationalen Films: „Ein zwar recht blutiger, inszenatorisch und fotografisch aber bemerkenswerter Western, der die Traditionen des Italowesterns mit amerikanischen Erzählweisen verbindet. Interessant ist vor allem die zentrale Gestalt des Outlaws, der ‚gereinigt‘ und ‚domestiziert‘ aus allen Ereignissen hervorgeht.“[1]
- prisma: „Ein brillantes Western-Epos, das seinerzeit trotz hervorragender Fotografie in Deutschland kaum Beachtung fand. Die beeindruckenden Bilder entfalten aber nur im Kino ihre ganze Kraft.“[3]
- cinefacts: „Der Texaner zeigt wenig nervenschonend die Verwandlung eines friedlichen Bürgers in einen gnadenlosen Killer. Clint Eastwood […] zeichnet in der Gestalt des TEXANERS das schonunglose Portrait einer blutigen Epoche“[4]
- cinema: Der Film „ist eine perfekte Symbiose aus hartem Italowestern und den romantischen Cowboy-Mythen der 40er- und 50er-Jahre. Fazit: In den Charakteren und der Action meisterhaft“.[5]
- Björn Becher (Filmstarts.de): „Eastwoods […] Spielfilm […] wird mittlerweile zurecht auch die Anerkennung als einer der Top-Genre-Klassiker gewährt, überzeugt der Film doch nicht nur durch sein starkes Drehbuch, die hohe Spannung, den großartig aufspielenden Eastwood, sondern vor allem auch durch einen interessanten Storyverlauf, der sich stark von der üblichen Genrekost abhebt.“[6]
- Richard T. Jameson (Amazon.de-Redaktion): „In dem Kameramann Bruce Surtees fand Eastwood […] einen Verbündeten im Geiste, der den Film exakt nach Eastwoods Vorstellungen ins rechte Bild setzte und auf diese Weise ein beeindruckendes Porträt des Lebens an der Grenze zwischen Zivilisation und der Wildnis erschuf. […] Seine Vorliebe für großkalibrige Waffen ist in diesem Film nicht zu übersehen und viele Charaktere existieren nur um entweder eine große Waffe zu tragen – oder um Eastwood als Kanonenfutter zu dienen.“
- Andreas Böhmer (zelluloid): „Mal wieder darf Clint Eastwood den Rächer/Kämpfer spielen. […] Clint Eastwood […] spielt den ruhigen Pistolero derart überzeugend, dass man sich keinen anderen vorstellen kann, der besser diese Rolle ausfüllen würde. […] wer hat kein Verständnis für Josey Wales, wenn seine Familie niedergemetzelt wird und er sich deswegen auf Rachefeldzug begibt? Die übrigen Charakteure ergänzen ihn wunderbar. Besonders Chief Dan George als Lone Watie spielt mit viel Witz seine Rolle, aber auch die anderen Darsteller/innen wie Sondra Locke passen hier einfach gut rein. Im Gegensatz zu Hängt ihn höher gibt es hier eindeutig mehr Duelle und Actionszenen. […] Für Westernfans und Clint-Eastwood-Fans auf jeden Fall sehenswert.“[7]

## Auszeichnungen
- Jerry Fielding erhielt 1977 zur 49. Oscar-Verleihung eine Nominierung für die Filmmusik.
- 1996 wurde Der Texaner in das National Film Registry aufgenommen.